# Сью, Стэнли
Стэнли Сью (англ. Stanley Sue; 13 февраля 1944, Портленд — 6 июня 2024) — американский клинический психолог, известен своим вкладом в область мультикультурных исследований, особенно в отношении проблем психического здоровья этнических меньшинств и необходимости межкультурной компетентности при лечении психологических расстройств. Сью был заслуженным профессором клинической психологии в Университете Пало-Альто. Его работы часто цитируются в дискуссиях об образовательных достижениях американцев азиатского происхождения и стереотипе образцового меньшинства.
Сью был соавтором популярных учебников и других изданий, включая «Понимание ненормального поведения», «Основы понимания ненормального поведения» и «Психическое здоровье американцев азиатского происхождения: современные проблемы выявления и лечения психических проблем».

## Биография
Стэнли Сью родился 13 февраля 1944 года в Портленде, штат Орегон, в семье китайских иммигрантов. У него есть два старших брата, в том числе Деральд Винг Сью, профессор психологии и педагогики Педагогического колледжа Колумбийского университета, с которым он активно сотрудничал. Сью и его брат Деральд были соучредителями Азиатско-американской психологической ассоциации.
Сью получил степень бакалавра наук в области психологии в Университете Орегона в 1966 году. Впоследствии он поступил в аспирантуру Калифорнийского университета в Лос-Анджелесе (UCLA), где в 1967 году получил степень магистра, а в 1971 году — доктора философии по клинической психологии. Докторская диссертация Сью о способах уменьшения когнитивного диссонанса была написана под руководством Бертрама Рэйвена. Сью работал преподавателем в Вашингтонском университете, Калифорнийском университете в Лос-Анджелесе и Калифорнийском университете в Дейвисе до того, как начал преподавать в Университете Пало-Альто в 2011 году. 
Сью умер 6 июня 2024 года от осложнений после операции на открытом сердце в возрасте 80 лет. 

## Исследования
Работа Сью была посвящена этническим меньшинствам и трудностям, с которыми они сталкиваются при лечении психических заболеваний, а также тому, как они могут испытывать напряжение в обществе из-за дискриминации и предрассудков. Сью повысил осведомлённость об этих проблемах и представил свои исследования медицинским комитетам, чтобы выступить за перемены.
В ходе новаторского исследования Сью и его коллега Герман Маккинни наблюдали за более чем 14 000 пациентов в 17 местных психиатрических учреждениях, расположенных в округе Кинг штата Вашингтон. Исследователи заметили, что чернокожие клиенты, проходящие лечение, как правило, прекращали лечение гораздо раньше, чем белые клиенты. Сью предложил идеи о том, как правильно решить эту проблему, одновременно повышая осведомлённость о том, что такая ситуация вообще происходит. Сью также выявил, что в работе терапевта с пациентом из числа меньшинств может отсутствовать прозрачность и связь. При этом Сью выявил пробелы в области психологии в отношении обращения с этническими меньшинствами и решил эту проблему, выступая за мультикультурную компетентность в сфере психиатрической помощи.

## Награды
На протяжении всей своей карьеры Сью получал различные престижные награды. К ним относятся премия Американской психологической ассоциации за выдающийся вклад в психологию в общественных интересах в 1986 году и награда Американской психологической ассоциации за выдающийся вклад в исследования в области государственной политики в 1996 году. Сью получил первую премию Стэнли Сью за выдающийся вклад в разнообразие в клинической психологии в 2003 году. Эта награда ежегодно вручается Американской психологической ассоциацией «психологам, которые внесли выдающийся вклад в понимание человеческого разнообразия и чей вклад имеет значительные перспективы для улучшения условий жизни людей, преодоления предрассудков и повышения качества жизни человечества». 
Другие награды включают в себя «За выдающийся вклад в исследования в области психологии этнических меньшинств» 1990 года, вручённую Обществом психологического изучения проблем этнических меньшинств (APA Division 45), премию «За выдающийся вклад» 1990 года от Азиатско-американской психологической ассоциации и премию Далмаса А. Тейлора за новаторское лидерство, обучение и агрессивную защиту интересов этнических меньшинств. 